# Auriculariales
Auriculariales Bromhead, 1840 è un ordine di funghi basidiomiceti della classe Agaricomycetes.
In generale questi funghi si sviluppano sui rami o sul tronco degli alberi, hanno un corpo fruttifero tipicamente di consistenza gelatinosa, a forma di coppa o di conchiglia priva di gambo, e un aspetto che talvolta può ricordare un padiglione auricolare, da cui l'etimologia.

## Famiglie di Auriculariales
Appartengono all'ordine le seguenti famiglie :
- Aporpiaceae
- Auriculariaceae
- Exidiaceae
- Hyaloriaceae